# 高槻赤十字病院
高槻赤十字病院（たかつきせきじゅうじびょういん）は、大阪府高槻市にある医療機関。日本赤十字社大阪府支部が運営する病院である。

## 沿革
- 1941年11月 - 日本赤十字社大阪支部病院分院「阿武野勝景園」創立。
- 1942年5月 - 大阪陸軍病院阿武野赤十字病院となり、軍患者を収容。
- 1943年1月 -日本赤十字社支部病院管理規則により 大阪赤十字病院阿武野分院となる。
- 1945年
  - 6月  - 大阪第二陸軍病院阿武野赤十字病院として中部軍属となる。
  - 11月 - 軍病院を解除。
  - 11月 - 施設を連合軍に接収され、在校生は阿武野分院と桃山病院の津守分院に分散し、教育する。
  - 12月 - 大阪赤十字病院分院「阿武野勝景園」として一般診療開始。
- 1947年9月 - 分院より昇格（独立）し大阪阿武野赤十字病院となる。
- 1948年6月 - 大阪阿武山赤十字病院となる。
- 1970年1月 - 外来診療棟完成、一般科外来及び入院診療を開始。高槻赤十字病院と改称。
- 1997年3月 - 結核病棟廃止
- 1999年4月 - 臨床研修病院に指定
- 2001年3月 - 産婦人科病棟全面改修
- 2001年7月 - 7病棟全面改修

- 2002年5月 - 緩和ケア病棟開設
- 2002年12月 - 厚生労働省地域がん診療拠点病院に指定。

- 2004年2月 - 病院機能評価の認定を受ける。
- 2004年7月 - 救急救命士気管挿管実習病院に指定。

- 2005年3月 - 救急部設置、救急治療業務開始。
- 2005年11月 - 電子カルテ稼働

- 2006年3月 - 新手術棟完成・外来化学療法室整備
- 2006年12月 - 人間ドック・健診機能評価の認定を受ける。

- 2011年11月 - 大阪府知事より「地域医療支援病院」の承認を受ける。
- 2012年2月 - 消化器内視鏡センター設置
- 2014年3月 - 病院機能評価3rdG:Ver.1.0の認定を受ける。
- 2014年7月 - facebook開設。
- 2014年9月 - 病理診断科標榜
- 2017年9月 - シャトルバス運行開始　(JR摂津富田～病院) ※令和6年5月31日　運行終了
- 2018年4月 - 感染管理室を設置
- 2018年12月 - 血液内科病棟にクリーンルーム増設 (9床/12床)
- 2019年4月 - 電子カルテ更新
- 2020年4月 - 病床管理室を設置
- 2021年3月 - 休棟病床分を返還 (一般335床)
- 2021年11月 - 創立８０周年
- 2022年4月 - 総合診療科を設置
- 2023年2月 - 卒後臨床研修評価機構（JCEP）認定
- 2023年4月 - がん相談支援センターを設置
- 2024年12月 - 病院機能評価（一般病院2　3rdG:Ver.3.0）認定

## 診療科
- 循環器科
- 消化器科
- 内科
- 外科
- 小児外科
- 眼科
- 耳鼻咽喉科
- 産婦人科
- 小児科
- 皮膚科
- 整形外科
- 放射線科
- 脳神経外科
- 麻酔科
- リハビリテーション科
- 形成外科
- 呼吸器センター
- 緩和ケア科
- 緩和ケア診療科
- がん統合治療科
- 放射線科/核医学科

- 消化器内視鏡センター
- 訪問看護ステーション

診療協働部門
- 看護部
- 薬剤部
- 検査部
- 病理部
- 血液浄化療法部
- 栄養課
- 臨床工学技術課
- がん相談支援センター
- 医療社会事業部
- 医療安全推進室

## 医療機関の指定等
- 保険医療機関
- 国民健康保険療養取扱機関
- 労災保険指定病院
- 母体保護法指定病院
- 生活保護法指定病院
- 第二種感染症指定医療機関
- 原子爆弾被爆者医療指定機関
- 児童福祉法医療給付指定医療機関
- 公害健康被害補償法公害医療機関
- 厚生労働省臨床研修指定病院
- 大阪府がん診療拠点病院
- 大阪府災害医療協力病院(三島ブロック)
- 救急告示病院(第二次救急指定病院)
- 大阪府肝炎専門医療機関
- 地域医療支援病院
- 難病指定医療機関
- 小児慢性特定疾病指定医療機関
- DPC対象病院
- 母体保護法指定医師研修機関
- 総合リハビリテーション(A)施設
- 救急救命士病院実習受入病院
- マンモグラフィ検診施設
- 大阪府アレルギー疾患医療連携協力病院

## 交通アクセス
- JR京都線摂津富田駅より高槻市営バス上の池公園南（日赤病院東口）・日赤病院下車